# Kuba turizmusa

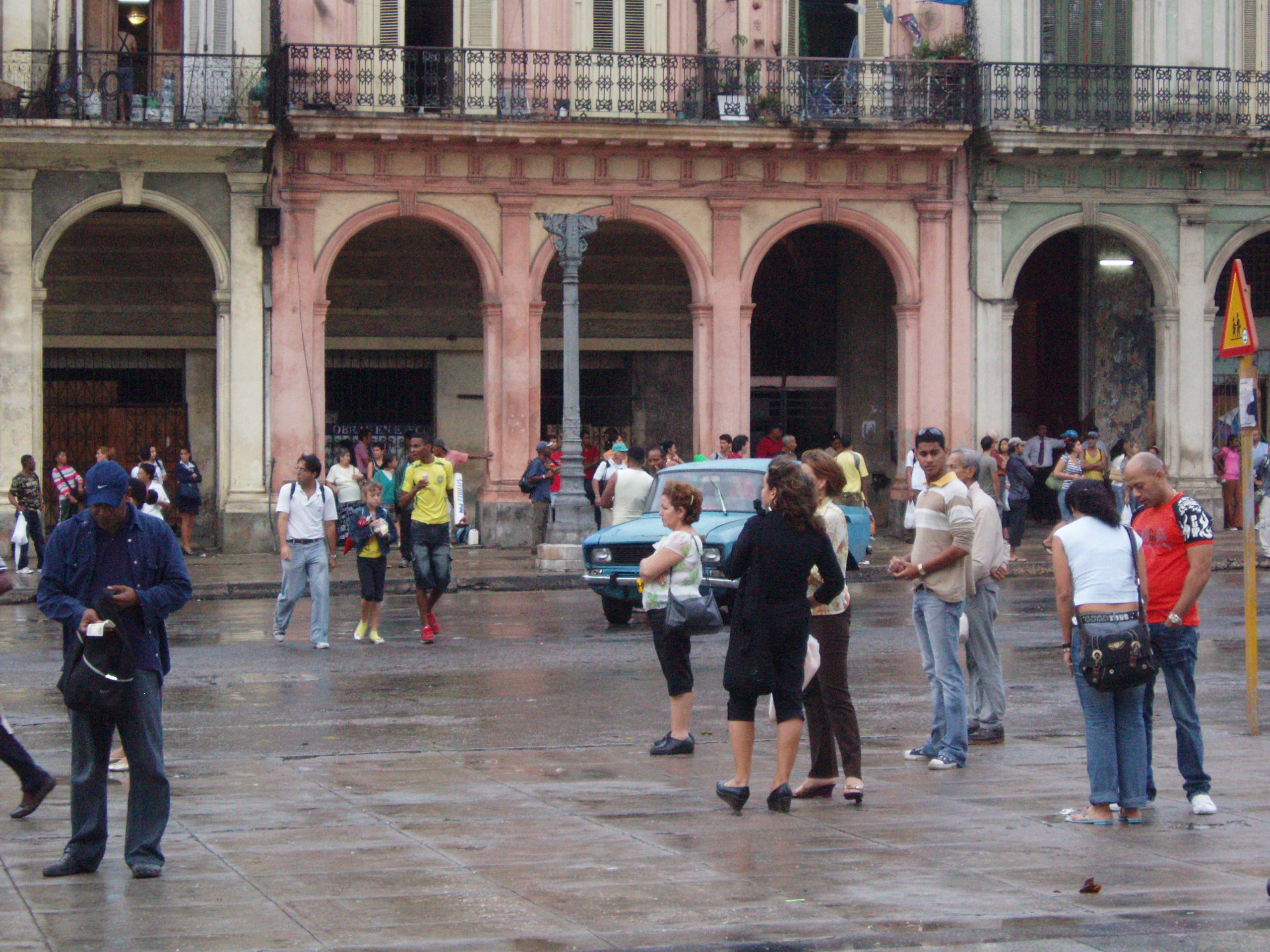
Havannai utcakép az óvárosban 2008 decemberében

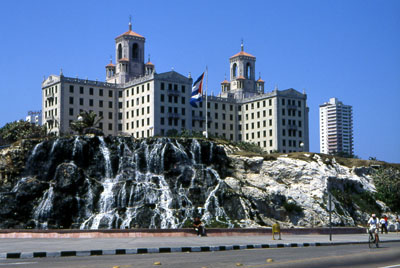
A „Hotel Nacional” Havannában

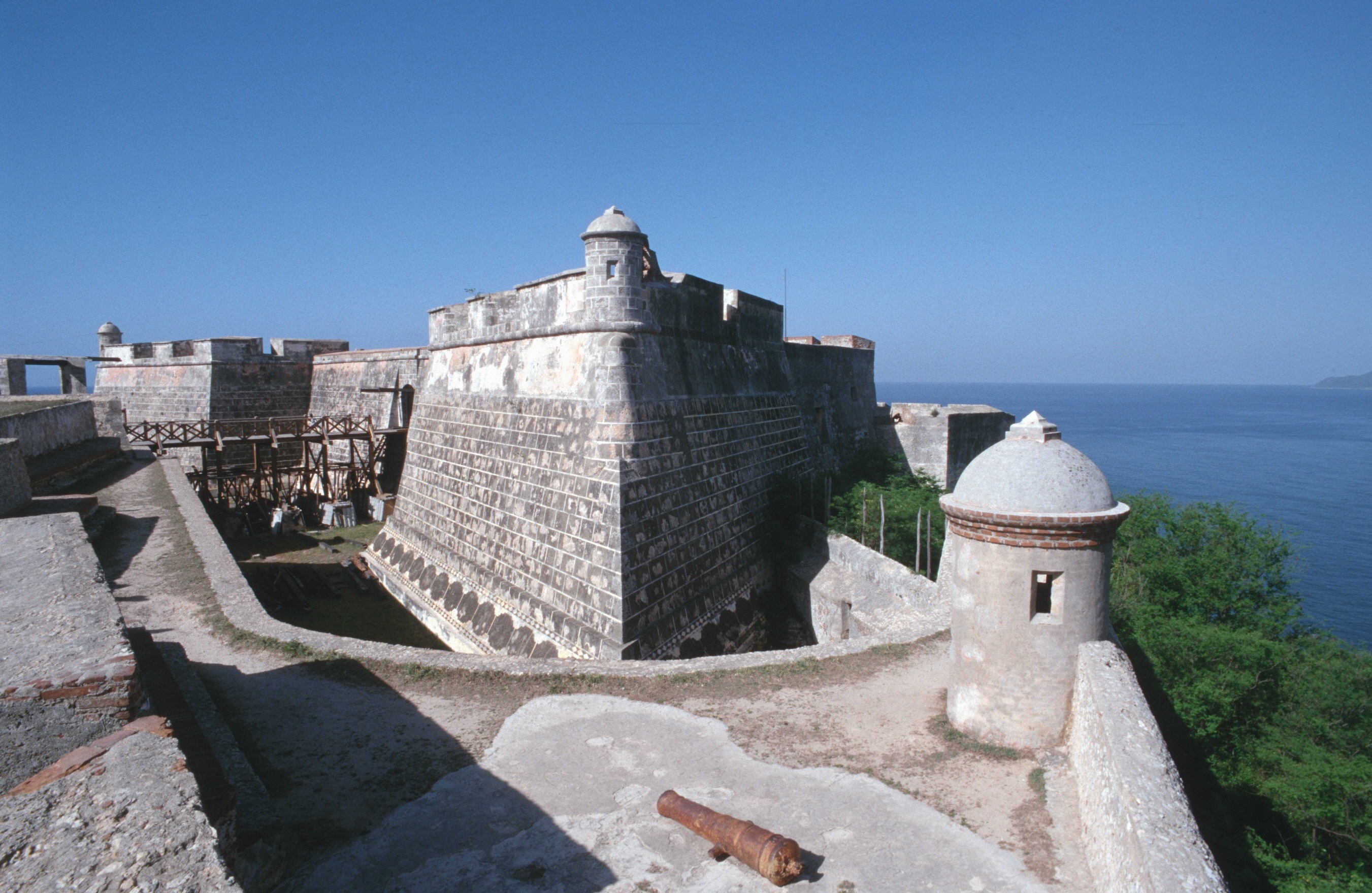
Castillo del Morro Santiago de Cuba városában

Kubában az oda látogató külföldi kikapcsolódásképpen választhat számos aktív és passzív lehetőség közül. Évente nagyjából 3 millió turista érkezik Kubába, akik pénztárcájuknak, igényeiknek, illetve a rendelkezésükre álló időnek megfelelően számtalan módon szórakozhatnak.
A passzív lehetőségeket a kellemes klíma biztosítja, továbbá az elbűvölő tengerpartok, a gyarmati építészeti stílusú városok, a latin-amerikai stílusú épületek, az autómatuzsálemek az utakon, a világ legjobb minőségű szivarjai, a rum és a salsa zene. Hátráltató tényező a fejletlen infrastruktúra, bár ez a szállodákban kevésbé érezhető.
Ezek kívül számos aktív kikapcsolódási lehetőség kínálkozik. Ide tartoznak például a speciális kulturális körutak: épületek, ételek-italok megismerése, zenei eseményeken való részvétel, vadak, madarak megfigyelése, fotózása, kerékpártúrák, túrázás, búvárkodás.
Az aktív és a passzív lehetőségeket is lehet csoportosan vagy egyénileg megvalósítani.
Az egész ország bejárható légkondicionált autóbuszokkal.

## Úti célok Kubában
A trópusi övben fekvő sziget egyik vonzereje az egész évben 24-29 °C-os tiszta vizű tengerpart korallszirtekkel és zátonyokkal. Nemcsak a strandolás, hanem a búvárkodás számára is optimálisak a feltételek. A trópusi buja növényzet kellemesebbé teszi az itt-tartózkodást. Kuba trópusi karsztformái, a Kis-Antillák vulkáni formái a természetet kedvelők körében jelentős vonzerők. 
Klasszikus körutazás:

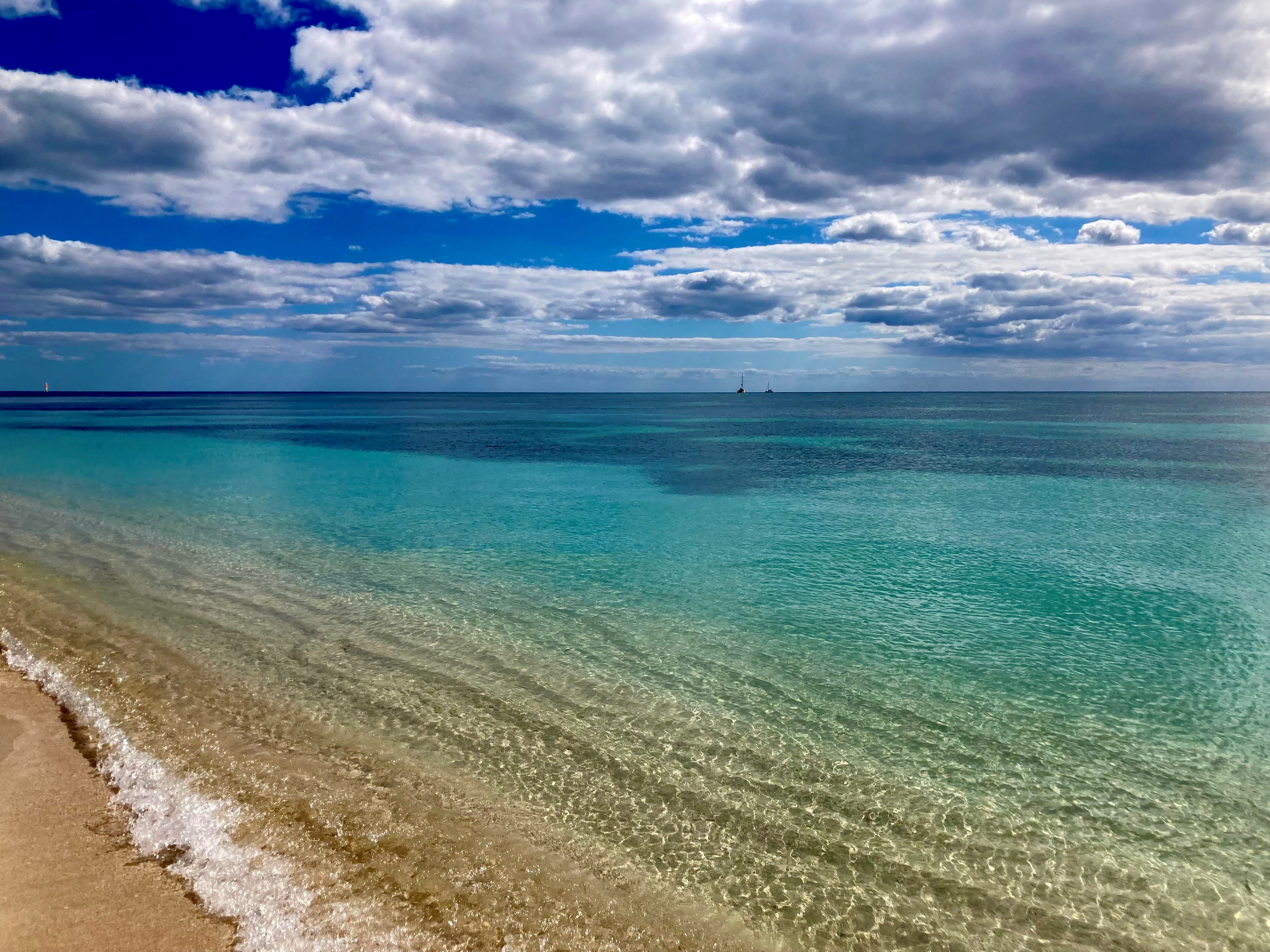
Playa Ancón, Trinidad közelében

- Havanna (Habana Vieja, Centro Habana és Vedado): múzeumok, erődök, színházak, éttermek.
- Viñales: vidéki környezet, Havannától nem messze.
- Cienfuegos: francia, 19. századi, neoklasszicista stílusú épületek (Viñales és Cienfuegos között rendszeres napi buszjáratok vannak)
- Trinidad: gyarmati jellegű település, sok múzeum. A kiadó magánházak is történelmi jellegű épületek. Tengerparti strand (Playa Ancón) és természeti környezet (Topes de Collantes) is található itt.
- Santa Clara: Che Guevara tisztelőinek egyik megállóhelye (mauzóleuma van itt). Luxus szállások és éjszakai szórakozóhelyek.
- Camagüey: katolikus templomok.
- Bayamo: a kubai forradalom kezdőpontja. Utcai fesztiválok.
- Santiago de Cuba (Cuartel Moncada, Cementerio Santa Ifigenia és Morro Castle): ugyancsak a kubai forradalom nevezetes állomásai, ahol a lázadásokat eltervezték.
- Baracoa: relaxálásra alkalmas hely - kókuszpálmák, csokoládé, koktélok (például mojito vagy Cuba Libre).

### Tengerparti nyaralás

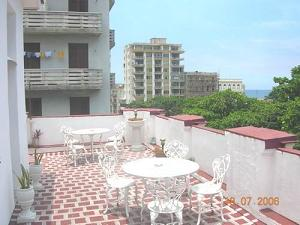
Szállodaterasz Kubában

A legtöbb társasutazás középpontjában a tengerparti nyaralás áll. A szállodák minden igényt kielégítenek. A kubai nyár májustól októberig tart. A téltől sem kell tartani, mert az átlaghőmérséklet ekkor is 26-28 °C. A tenger is ebben a hőmérséklet-tartományban mozog. A magyar utasok többsége a legismertebb és legnépszerűbb üdülőhelyre, Varaderóba érkezik. Itt minden a nyaralásról szól. A szállodák a tengerparton fekszenek és ellentétben a kubai házakkal, kiváló állapotban vannak. Az ilyen paradicsomban a pihenés garantált és a szórakozási lehetőségek is szinte korlátlanok. A passzív pihenésre vágyók a tengerpart vagy a medencék mellett nyugágyakban sütkérezhetnek egy itallal a kezükben. Az aktív pihenésre vágyóknak a nyaralás folyamán sem kell lemondaniuk kedvenc sportjukról (röplabda, pingpong, futballpályák állnak a rendelkezésre). Az izomerősítésre a szállodák edzőtermeiben van lehetőség. A testmozgás után jólesik a szauna, a pezsgőfürdő, vagy a masszázs.
A szállodákban félpanziós, illetve teljes ellátás is várja a vendégeket. A legtöbb helyen azonban „all inclusive” szolgáltatás Az ételek a latin-amerikai és az afrikai konyha jellegzetes jegyeit viselik magukon. Híres a mojito vagy a Cuba libre koktél. Az „all inclusive” szolgáltatás egyetlen „hátránya”, hogy hatalmas lelkierőt igényel az íncsiklandozó ételek és remek koktélok állandó kóstolásának és fogyasztásának mellőzése.

### Világörökségi helyszínek

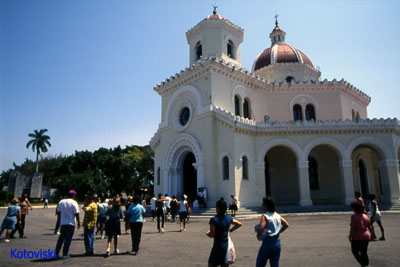
Kolumbusz kriptája

- Santiago de Cuba az ország második legnagyobb városa, kikötőváros
- Havanna óvárosa

## Utazás az országba
Rendszeres repülőjáratok kötik össze Európával. Az országnak tíz nemzetközi repülőtere van, de egyiket sem köti össze rendszeres buszjárat egy közeli várossal, így csak taxival lehet azokat megközelíteni. Az Aeropuerto Internacional José Martí repülőtértől Havannáig kb. 30-40 perc az út taxival. A taxissal a fuvardíjról az utazás megkezdése előtt meg kell egyezni, különben a külföldieket nagyon lenyúlják (lásd „taxismaffia”).
Aki egy kicsit is kedveli a kalandot, az nem turistaparadicsomba megy. Tiszta, kényelmes és olcsó magánszállások találhatók Kubában, így körülbelül a szállodai szállásköltség fele megúszható. Vízum szükséges a beutazáshoz, ami egy turistakártya, és 30 nap ott tartózkodásra érvényes.
Kubában kétféle pénz van. A helyieknek a nacional peso, a turistáknak a convertibile peso, ami 24 helyi pesonak felel meg. A helyiek convertibile peso-t „dollárnak” hívják. Sok helyen csak ezzel a dollárral lehet vásárolni.
A szocialista hiánygazdaság, az infrastruktúra kissé elmaradott volta nem könnyíti meg a turisták helyzetét. Ha nem előre megszervezett társasutazással megyünk, jobb ha felkészülünk a hosszas tartózkodásokra az éttermek, a buszmegállók és a boltok előtt (ahol a helyiek számára jegyrendszer van érvényben).
Az utazási irodák leveszik ezeket a gondokat a vállunkról és gondoskodnak arról, hogy a nyaralás rendben zajlódjon le. Ma már Magyarországról is indulnak charterjáratok.

### Szezonok
- Csúcsszezon: novembertől márciusig, illetve július és augusztus - az árak 30%-kal magasabbak az átlagnál, a szállodák előzetes helyfoglalást igényelnek. Az árak karácsony és újév körül a legmagasabbak. Az időjárás novembertől márciusig kissé hűvösebb és szárazabb.
- Középmezőny: április és október - speciális kedvezmények. Húsvét körül magasabb árak és nagyobb tömeg várható.
- Szezonon kívül: május, június és szeptember - néhány tengerparti szálloda kevesebb szolgáltatást kínál vagy zárva tart. Június és november között nagyobb a hurrikánveszély, gyakrabban esik az eső.

## Közlekedés az országban
A Víazul buszhálózat a legtöbb turistacélponthoz indít naponta járatokat. A Cubanacán kevésbé kiterjedt buszhálózatot üzemeltet. A helyi buszok zsúfoltak és nincs betartott menetrendjük.
Bérelt autó: az autóbérlés meglehetősen költséges, és a közlekedés bérelt autóval kihívásokat jelent, mivel a közlekedési táblák és az útburkolati jelek hiányosak, a közlekedési szabályok nem egyértelműek.
Taxi: a taxival való közlekedés reális lehetőség hosszabb távolságra is, főleg egy kisebb csoport számára.
Vonat: bár az ország kiterjedt vasúti hálózattal rendelkezik, a vonatok lassúak, megbízhatatlanok és nem komfortosak.

## Tippek utazóknak
- Az ország lakóinak megismeréséhez és azok közvetlen segítéséhez a legjobb mód a magánszállás igénybevétele (casa particular).
- Toalettpapírt érdemes az utazónak magával vinnie, továbbá kézfertőtlenítő kendőt használnia.
- Célszerű palackos vizet fogyasztani a vízhálózattal szemben.
- Havannában nem érdemes külföldiként autót vezetni, mivel sok helyre el lehet jutni tömegközlekedéssel, illetve taxival. Sok látnivaló gyaloglással is elérhető.
- Célszerű az utazás előtt ellenőrizni a bankunknál, hogy a bankkártya használható-e Kubában.
- A beutazásnál kérhetik az orvos biztosítás meglétét igazoló iratot, ezt célszerű kinyomtatva bemutatni.
- A repülőjegy általában tartalmazza a beutazáshoz szükséges „turistajegyet” (gyakorlatilag: vízum), de erről célszerű meggyőződni.
- Célszerű latin-amerikai spanyol szótárat készenlétben tartani, mert nem mindenki ért/beszél angolul, továbbá a helyiek szívesebben beszélnek spanyolul.
- A szállodák vegyesen alkalmaznak európai és amerikai elektromos csatlakozókat, ezért jó, ha az utazó ezek használatára különféle adapterekkel felkészül.
- Rovarriasztó, napvédő krém, napszemüveg használata javasolt.
- Öltözködés: Kuba trópusi ország, nincsenek az öltözködésre vonatkozó merev szabályok, nőknek és férfiaknak is megengedett a rövidnadrág, ujjatlan trikó és strandpapucs használata szinte mindenhol. Csak két nudista fürdőhely van Kubában, mindkettő külföldiek számára fenntartva. Színházak és mozik fenntartják a jogot, hogy férfiak számára a hosszú nadrág viselése kötelező.
- Szigorúan tilos az országba bevinni, vagy ott fogyasztani kábítószert, ennek komoly büntetés lehet a következménye.
- Személyes iratot, illetve annak másolatát célszerű magunknál tartani és hatósági ellenőrzésnél bemutatni (személyi igazolvány, útlevél, jogosítvány, diákigazolvány).
- Elterjedt, de megalázó dolog az utcai koldulás, amikor a turisták nem csak pénzt, hanem szappant, tollakat, rágógumit és hasonlókat osztogatnak, mivel ezeket is szívesen fogadják. Ehelyett a gyógyszertárak, kórházak szívesen fogadnak bizonyos gyógyszereket, az iskolák írószereket, papírt, a könyvtárak könyveket.
- Az ország biztonságosnak számít, kevés az erőszakos bűncselekmény. Ugyanakkor a forgalomban lévő kétféle pénz lehetőséget ad a szélhámosoknak, hogy a turistákat becsapják, például kedvező pénzváltás felajánlásával (például dollárról pesóra). Ezt el lehet kerülni, ha csak a hivatalos pénzváltó helyeken váltunk be pénzt, illetve ha figyelünk a kétféle pénz megkülönböztető jeleire.
- Hölgyeknek: intim tampont nem lehet kubai boltban kapni.

## Szállás
- Casas particulares: magánszállás, ahol első kézből lehet megismerni a helyieket. Gazdaságos módja a szállásnak.
- Campismo: „kemping”, olcsó szálláslehetőség, főleg távolabbi helyeken. Többnyire bungalót vagy faházat jelent.
- Szálloda: az összes szálloda állami tulajdonban van, ennek ellenére áraik és szolgáltatásaik igen változatosak, nagyjából a minőségüknek megfelelően. Vannak olcsóbb szállodák a szovjet időszakban megszokott színvonallal, és csúcskategóriás szállodák, a nyugati (értsd: USA) vendégek számára, az ott megszokott szolgáltatásokkal és (valamivel olcsóbb) árakkal.
- Tengerparti üdülőhelyek: megfelelnek a nemzetközi követelményeknek, általában all-inclusive (=mindent magában foglaló) szolgáltatásokkal (és árakkal).

## Etikett
- Kuba kevés kötött viselkedési szabállyal rendelkezik.
- Ismerősök (értsd: akik már találkoztak egyszer) között megszokott a kézfogás és az arcra adott kettős puszi (férfiak és nők között is).
- Beszélgetés: a kubaiak őszintén nyilatkoznak bármiről, de idegenekkel nem szeretnek politikáról beszélni, főleg nem, ha az bírálatot tartalmaz a fennálló kormánnyal szemben.
- Tánc: a kubaiaknak nincsenek fenntartásaik a tánccal szemben, bárhol és bármikor szeretnek táncolni, ha alkalom adódik rá, erre pedig a szinte állandóan hallható zene kiváló lehetőséget ad.

## Borravaló
A kubai emberek igénylik a külön jövedelmet (portások, pincérek, liftesek, szobaasszonyok, stb.). Az éttermekben működő zenészeknek is szükségük van a külön jövedelemre, amit az erre szolgáló kosár jelez.
Idegenvezetők: a túra hosszától is függően néhány dollár plusz jövedelem jól jön nekik, ha jól végezték a munkájukat.

## Elektromos hálózat és csatlakozás
Kubában az amerikai rendszerű, szögletes alakú csatlakozókat és a 110 V-os, 60 Hz-es elektromos hálózatot elterjedten használják, de szállodákban előfordul a 220 V-os, 60 Hz-es elektromos hálózat is.

## Internet
Sok háromcsillagos (illetve magasabb besorolású) szálloda ingyenes wi-fi hozzáférést biztosít a közelben tartózkodóknak, és a wi-fi egyes nagyobb nyilvános parkokban is megtalálható. Vidéki településeken az állami tulajdonú Etecsa vállalat árusít internet hozzáféréshez kártyákat, ami általában 1 órás internetezést tesz lehetővé (ez több részletben felhasználható). Az internet sebessége alacsony, a késő délutáni vagy esti csúcsidőben a kapcsolat megszakadhat.

## Ünnepek, fesztiválok
(Többségük nem hivatalos, állami ünnep)
- Január 1: a forradalom ünnepe, Día de la Liberación Fidel Castro 1959-es győzelmére utalva
- Február: Feria Internacional del Libro, a könyvek ünnepe 1930 óta, fő központja Havannában a Fortaleza de San Carlos de la Cabaña, de más városokban is megünneplik. Ekkor osztják ki a rangos Casa de las Américas díjakat.
- Február: Habanos Festival: a kubai dohány és szivar ünnepe.
- Március: Carnaval – Isla de la Juventud - hatalmas bábok (főleg fejek), rodeó és egyéb sportesemények ünnepe.
- Március: Festival Internacional de Trova - 1962 óta tartott ünnep Pepe Sánchez költőre emlékezve. Elsősorban Santiago de Cuba utcáin, terein, parkjaiban ünneplik.
- Április: Semana de la Cultura - Antonio Maceo partraszállása (1895. április 1.), elsősorban április első hetében ünneplik. A bennszülött nengon és kiribá zenék hallhatók itt.
- Április: Bienal Internacional de Humor - humorfesztivál, San Antonio de los Baños ad neki otthont (Artemisa tartomány). Főhadiszállása a Museo del Humor (=a humor múzeuma), ahol karikatúrák láthatók.
- Április: Festival Internacional de Cine Pobre - 2003 óta megtartott filmfesztivál a független, kis költségvetésű filmeknek. Humberto Sales kubai filmrendező kezdeményezése.
- Május: Romerías de Mayo - Holguín ad otthont ennek a vallásos ünnepnek. Május első hetében tartják. A város Loma de la Cruz nevű csúcsához való körmenettel éri el csúcspontját egy szentélyhez, ami 275 m magasságban található.
- Május: Cubadisco - kubai és külföldi zenei lemezcégek éves találkozója, Grammy stílusú díjakkal. Mindenféle zenei stílus képviselteti magát.
- Május: Día Internacional Contra Homophobia y Transfobia - Kuba legnagyobb „meleg büszkeség” ünnepe a homofóbia és transzfóbia ellen. 2008. május 17. óta rendezik meg. Ez egy „LGBTIQ” kampány, ami  három hétig tart, ez alatt szakmai megbeszéléseket és művészeti kiállításokat is tartanak.
- Június: Festival Nacional de Changüí - Guantánamo zenei ünnepe, amit májusban vagy júniusban tartanak.
- Június: Jornada Cucalambeana - Juan Fajardo, „El Cucalambé” kubai country zenész tiszteletére tartott zenei fesztivál.
- Június: Festival Internacional - Boleros de Oro - a kubai művészek és írók szervezete, az Uneac felügyelete alatt tartott zenei ünnep. José Loyola Fernández kubai zeneszerző és zenetudós hozta létre 1986-ban a kubai zenei stílus ünneplésére. A legtöbb rendezvény Havanna Teatro Mella nevű színházában zajlik.
- Június: Fiestas Sanjuaneras - a vaqueros-ok (= helyi „cowboyok”) ünnepe június utolsó hetében, Trinidadon. A lovasok a szűk utcákon versenyeznek a lovaikkal.
- Július: Festival del Caribe és Fiesta del Fuego - a karibi kultúra és a tűz ünnepei, zene, tánc, költészet megjelenítésével, némi vallásos beütéssel.
- Július 26.: Día de la Rebeldia Nacional - megemlékezés Fidel Castro 1953-as, sikertelen moncadai támadásáról (Santiago de Cuba).
- Július: Carnaval de Santiago de Cuba - kétségkívül a karibi térség legszínesebb és legnagyobb ünnepe július végén (Santiago de Cuba).
- Augusztus: Festival Internacional ‘Habana Hip-Hop’ - a Hermanos Saíz társaság (az Uneac ifjúsági szervezete) szervezésében zajló zenei ünnep, ami lehetőséget ad a fiatal zenészek bemutatkozására.
- Augusztus: Carnaval de la Habana - felvonulások, zene, tánc, színes kosztümök (Havanna).
- Szeptember 8.: Fiesta de Nuestra Señora de la Caridad - vallásos ünnep Kuba egész területén. Zarándoklat a Nuestra Señora del Cobre bazilikához (Santiago de Cuba közelében), Kuba tisztelt védőszentjéhez (ismert Santería orisha, Ochún néven is).
- Október: Festival Internacional de Ballet de la Habana - a Kubai Nemzeti Balett szervezésében zajló, egy hetes, kulturális ünnep. Kétévente tartják, minden páros évben, 1960 óta.
- Október 10.: Festival del Bailador Rumbero - tíznapos zenei, táncos ünnep Matanzasban, elsősorban a rumba ünnepe a város Teatro Sauto színházában.
- November: Benny Moré zenei fesztivál - kétévente tartják, minden páratlan évben. Az énekes szülőhelye, Santa Isabel de las Lajas az ünnepségek központja (Cienfuegos tartomány).
- November: Fiesta de los Bandas Rojo y Azul - „piros és kék sávok ünnepe”, mezőgazdasági eredetű, ezoterikus ünnep (Majagua, Ciego de Ávila tartomány). A település lakossága két részre oszlik, „pirosak”-ra és „kékek”-re, akik egymás ellen versenyeznek tánc és zene kategóriákban.
- November: Marabana - havannai maraton, 2-3000 résztvevővel a világ minden tájáról. Létezik félmaraton, továbbá 5 km-es és 10 km-es változata is.
- November: Ciudad Metal - a kubai metálzene ünnepe, amit először Santa Clarában rendeztek meg 1990-ben. Többnyire a helyi baseball stadionokban tartják a koncerteket, amin hardcore punk zenekarok is fellépnek.
- December: Festival Internacional del Nuevo Cine Latinoamericano - Kuba és a latin-amerikai országok filmművészetének ünnepe.
- December: Festival Internacional de Jazz - kubai dzsessz zenei ünnep.
- December: Las Parrandas - tűzijátékok karácsony este (Remedios,  Villa Clara tartomány). A település két csapatra oszlik, amik a legszínesebb és leghangosabb tűzijáték címért versengenek.
- December: Las Charangas de Bejucal - alternatív tűzijáték az Espino de Oro (=arany tüske) és a Ceiba de Plata (=ezüstselyem fa) nevű csapatok között (Mayabeque tartomány).
- December 17.: Procesión de San Lázaro - szent San Lázaro vallásos, vezekléses ünnepe (Santiago de las Vegas, Havanna egyik külső területén). A rossz szellemek kiüzésére tartják, sokan véres lábbal, mezítláb gyalogolnak kilométereket ennek érdekében.

## Külső hivatkozások
- ONE Oficina Nacional de Estadísticas - Kubai Nemzeti Statisztikai Hivatal 2008 évi jelentései az országba látogató turisták számáról Archiválva 2009. március 8-i dátummal a Wayback Machine-ben
- Kuba.lap.hu
- Bírság kubai utak foglalásáért az USA-ban[halott link]
- Fejlődő Kuba - új adatok az ország beutaztatásáról a Turizmus Online oldalán[halott link]
- Kuba tegnap és ma - a Kitekintő.hu oldalán[halott link]
- Ministerio de Turismo de Cuba (német)
- A Kubai Köztársaság Nagykövetsége Németország turisztikai oldala[halott link]